# Helius (Helius) graphipterus
Helius (Helius) graphipterus is een tweevleugelige uit de familie steltmuggen (Limoniidae). De soort komt voor in het Oriëntaals gebied.